# Stuart Moffat
Pour les articles homonymes, voir Moffat.
Pas d'image ? Cliquez ici

a Compétitions nationales et continentales officielles uniquement.

b Matchs officiels uniquement.
John Stuart Moffat, né le 18 août 1977 à Édimbourg (Écosse), est un joueur international écossais de rugby à XV jouant au poste d'arrière.

## Statistiques en équipe nationale
- 4 sélections (3 en 2002, 1 en 2004)
- 1 essai